# 凸版印刷 (香港)

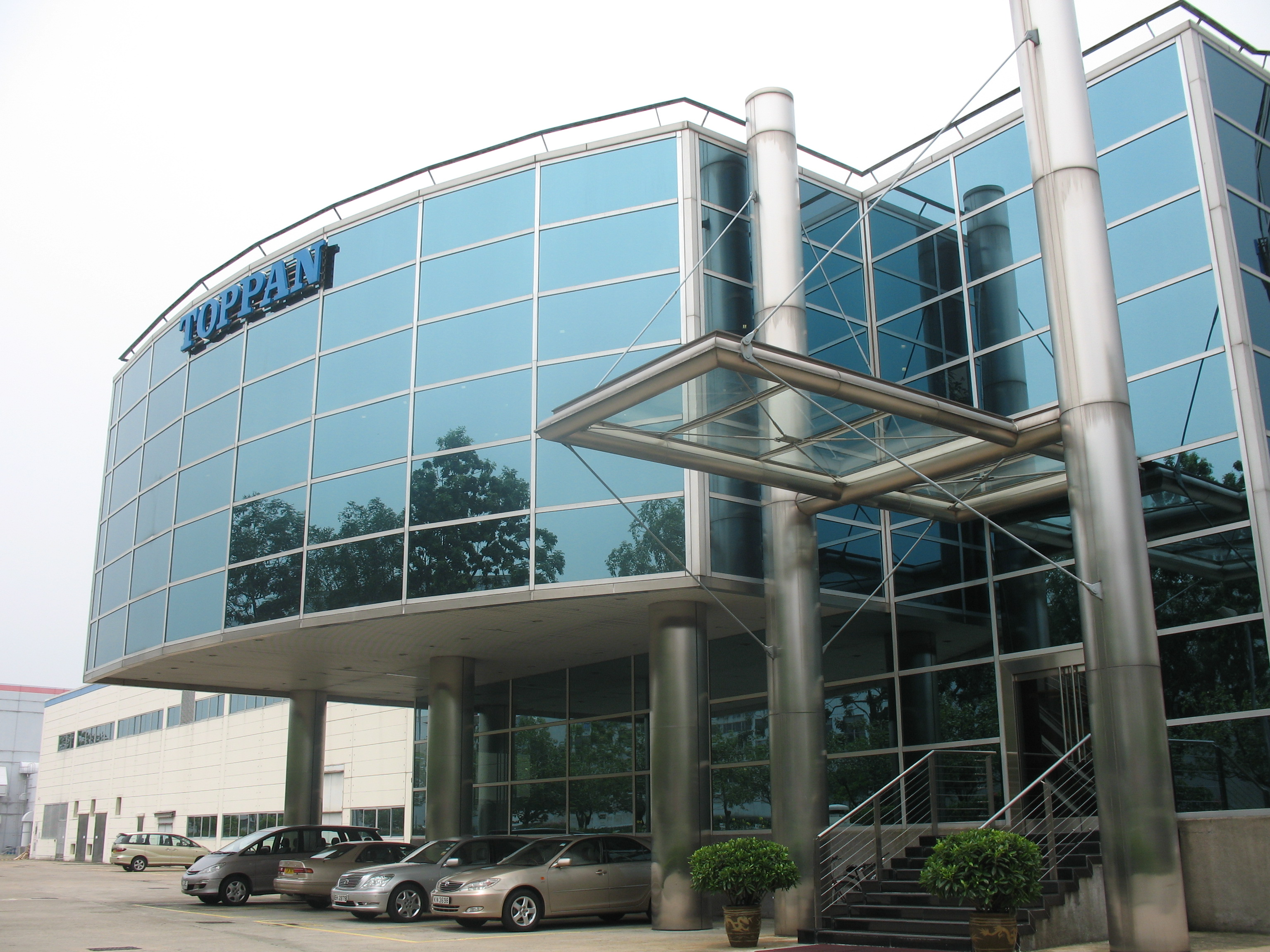
凸版印刷（香港）

凸版印刷（香港）有限公司（とっぱんいんさつ ホンコン ゆうげんこうし）は、香港の印刷会社で日本のTOPPANホールディングスの海外会社。1963年に香港で設立。通称は凸版(Toppan)。

## 会社概要
設立時の所在地は香港鰂魚涌（現太古坊）、主要株主はTOPPANホールディングス（総社）と個人の名義参与の胡仙。しかし、創立初期の凸版印刷（香港）は大幅な利益を計上できなかったため、胡仙はほどなく退社した。
1995年9月、生産力拡大のため元朗工業邨へ移転。主なサービス地域は香港本地、アメリカ、ヨーロッパとオーストラリアなど。

## 工場
工場の設計は2階建で平房、そのオフィスは同じ建築物内。工場か輪転印刷機7台、枚葉印刷機6台とその他大型設備を所有（2007年8月）。2017年に工場閉鎖。

## 関連会社
- TOPPANホールディングス株式会社（総社）
- 凸版国際物流（香港）有限公司
- 凸版資訊（香港）有限公司
- 凸版印刷（深圳）有限公司
- 凸版印刷（連合王国）有限公司